# Disuguaglianza
In matematica una disuguaglianza (o diseguaglianza) è una relazione d'ordine totale sull'insieme dei numeri reali o su un suo sottoinsieme, stabilisce cioè una relazione tra i numeri usando i simboli di disuguaglianza, che sono:
- {\displaystyle <} (minore)
- {\displaystyle >} (maggiore)
- {\displaystyle \leq } (minore o uguale)
- {\displaystyle \geq } (maggiore o uguale)

Le prime due esprimono una disuguaglianza in senso stretto, le ultime due esprimono una disuguaglianza in senso largo.
Gli stessi simboli possono essere utilizzati per "confrontare" due funzioni a valori reali.

## Notazione
La disuguaglianza in senso largo si indica con le scritture equivalenti {\displaystyle a\geqslant b} e {\displaystyle b\leqslant a}, che si leggono "{\displaystyle a} è maggiore o uguale a {\displaystyle b}" e "{\displaystyle b} è minore o uguale ad {\displaystyle a}".
La disuguaglianza in senso stretto si indica invece le scritture equivalenti {\displaystyle a>b} e {\displaystyle b<a}, lette "{\displaystyle a} è maggiore di {\displaystyle b}" e "{\displaystyle b} è minore di {\displaystyle a}".
Questa notazione può essere confusa con la notazione graficamente simile {\displaystyle a\gg b} (o {\displaystyle b\ll a}), utilizzata con due diversi significati: sia per indicare che un numero è sufficientemente più grande di un altro ("{\displaystyle a} è molto maggiore di {\displaystyle b}"), sia per indicare che una funzione è asintoticamente più grande di un'altra ("{\displaystyle a} domina {\displaystyle b}"). In entrambi i casi non è una disuguaglianza, ma solamente una relazione d'ordine parziale, ovvero può non permettere di confrontare tra loro due distinti elementi dell'insieme.

## Proprietà

### Ordine totale
Una relazione d'ordine (larga o stretta) definita in un insieme è totale se, considerati due qualsiasi elementi dell'insieme {\displaystyle a} e {\displaystyle b} distinti tra loro, risulta sempre che {\displaystyle a} è in relazione con {\displaystyle b}, oppure che {\displaystyle b} è in relazione con {\displaystyle a}.
Una relazione d'ordine non totale è chiamata relazione d'ordine parziale.
Per esempio nell'insieme {\displaystyle I=\left\{2,3,6,9,18\right\}} la relazione "{\displaystyle a<b}" è totale perché è possibile mettere a confronto tutti gli elementi dell'insieme. Se invece si considera, nello stesso insieme, la relazione "{\displaystyle a} multiplo di {\displaystyle b}", questa è una relazione parziale perché per esempio {\displaystyle 9} non è un multiplo di {\displaystyle 2}.

### Antisimmetria e tricotomia
Se la disuguaglianza è stretta, allora vale la proprietà di tricotomia:
{\displaystyle \forall a,b} vale una e una sola delle tre relazioni {\displaystyle a>b,\;\;\;a<b,\;\;\;a=b}.
Se la disuguaglianza è larga, allora vale l'antisimmetria:
{\displaystyle \forall a,b\qquad a\leqslant b\quad {\text{e}}\quad b\leqslant a\implies a=b}.

### Somma e sottrazione
Le disuguaglianze vengono preservate se ad entrambi i termini viene aggiunto o sottratto uno stesso numero:
- per ogni tre numeri reali {\displaystyle a,b} e {\displaystyle c} sono equivalenti: {\displaystyle a>b}, {\displaystyle \;\;\;a+c>b+c}, {\displaystyle \;\;\;a-c>b-c}.

Lo stesso vale con la disuguaglianza in senso largo.
Questa proprietà indica che confrontare due numeri {\displaystyle a} e {\displaystyle b} è equivalente a verificare se la loro differenza {\displaystyle a-b} è positiva o negativa, ovvero a confrontare {\displaystyle a-b} e {\displaystyle 0}. Inoltre {\displaystyle a>0} equivale a {\displaystyle -a<0}, così come {\displaystyle a>b} equivale a {\displaystyle -a<-b}.
Questa proprietà in generale descrive i gruppi ordinati.

### Moltiplicazione e divisione
Le disuguaglianze vengono preservate se entrambi i termini vengono moltiplicati o divisi per uno stesso numero strettamente positivo. Moltiplicando o dividendo per un numero strettamente negativo, invece, le disuguaglianze si scambiano:
- per ogni terna di numeri reali {\displaystyle a,b} e {\displaystyle c},
  - se {\displaystyle c>0} allora sono equivalenti: {\displaystyle a>b}, {\displaystyle \;\;\;ac>bc}, {\displaystyle \;\;\;{\frac {a}{c}}>{\frac {b}{c}}};
  - se {\displaystyle c<0} allora sono equivalenti: {\displaystyle a>b}, {\displaystyle \;\;\;ac<bc}, {\displaystyle \;\;\;{\frac {a}{c}}<{\frac {b}{c}}}.

Lo stesso vale con la disuguaglianza in senso largo.
Per la precedente proprietà, la seconda riga equivale alla prima, scrivendo {\displaystyle -c} al posto di {\displaystyle c}.
Queste proprietà in generale descrivono gli anelli ordinati e i campi ordinati (o campi reali).

### Funzioni monotone
Le disuguaglianze sono alla base della definizione delle funzioni monotòne: le funzioni che conservano o invertono l'ordinamento dei numeri reali, quindi le disuguaglianze, sono funzioni monotone crescenti o decrescenti.
In particolare, le funzioni monotone in senso stretto "mantengono" le disuguaglianze in senso stretto; invece una funzione monotona in senso largo fornisce solamente disuguaglianze in senso largo.

## Disequazione e segno
A volte si abusa della notazione per la disuguaglianza, scrivendo {\displaystyle f>0} anche quando {\displaystyle f} è una funzione a valori reali. Con questa notazione si intende che {\displaystyle f} assume solo valori strettamente positivi, ovvero che {\displaystyle f(x)>0} per ogni {\displaystyle x} nel dominio di {\displaystyle f}. In questo caso si parla si segno di una funzione o, equivalentemente, di insieme di positività di una funzione. Nello stesso modo, {\displaystyle f>g} indica che {\displaystyle f-g>0}, ovvero che {\displaystyle f(x)>g(x)} per ogni {\displaystyle x} nel comune dominio di {\displaystyle f} e {\displaystyle g}. Lo stesso capita con la disuguaglianza in senso largo. 
Quando il dominio delle funzioni non viene specificato, si parla di disequazione.

## Disuguaglianze comuni
Alcune "famose" disuguaglianze in matematica sono elencate di seguito.
- disuguaglianza triangolare
- disuguaglianza delle medie
- disuguaglianza di Bernoulli
- disuguaglianza di Bernstein
- disuguaglianza di Bessel
- disuguaglianze di Boole e di Bonferroni
- disuguaglianza di Cantelli
- disuguaglianza di Cauchy-Schwarz
- disuguaglianza di Čebyšëv
- disuguaglianza di Cramér-Rao
- disuguaglianza di Hoeffding
- disuguaglianza di Hölder
- disuguaglianza di Minkowski
- disuguaglianza di Ono
- disuguaglianza di Pedoe
- disuguaglianza di Schur
- disuguaglianza di Weitzenböck